# Grinio
Grinio, Grinea o Grinia es una antigua ciudad cercana a Aliağa en la provincia de Esmirna de Turquía,  al oeste de Anatolia. Está en la costa egea, muy próxima a la actual ciudad de Yeni Şakran.
Grinio fue una de las ciudades que formaban parte de la dodecápolis eolia, y de las más importantes de Eólida. Se halló un templo de Apolo, santuario oracular.

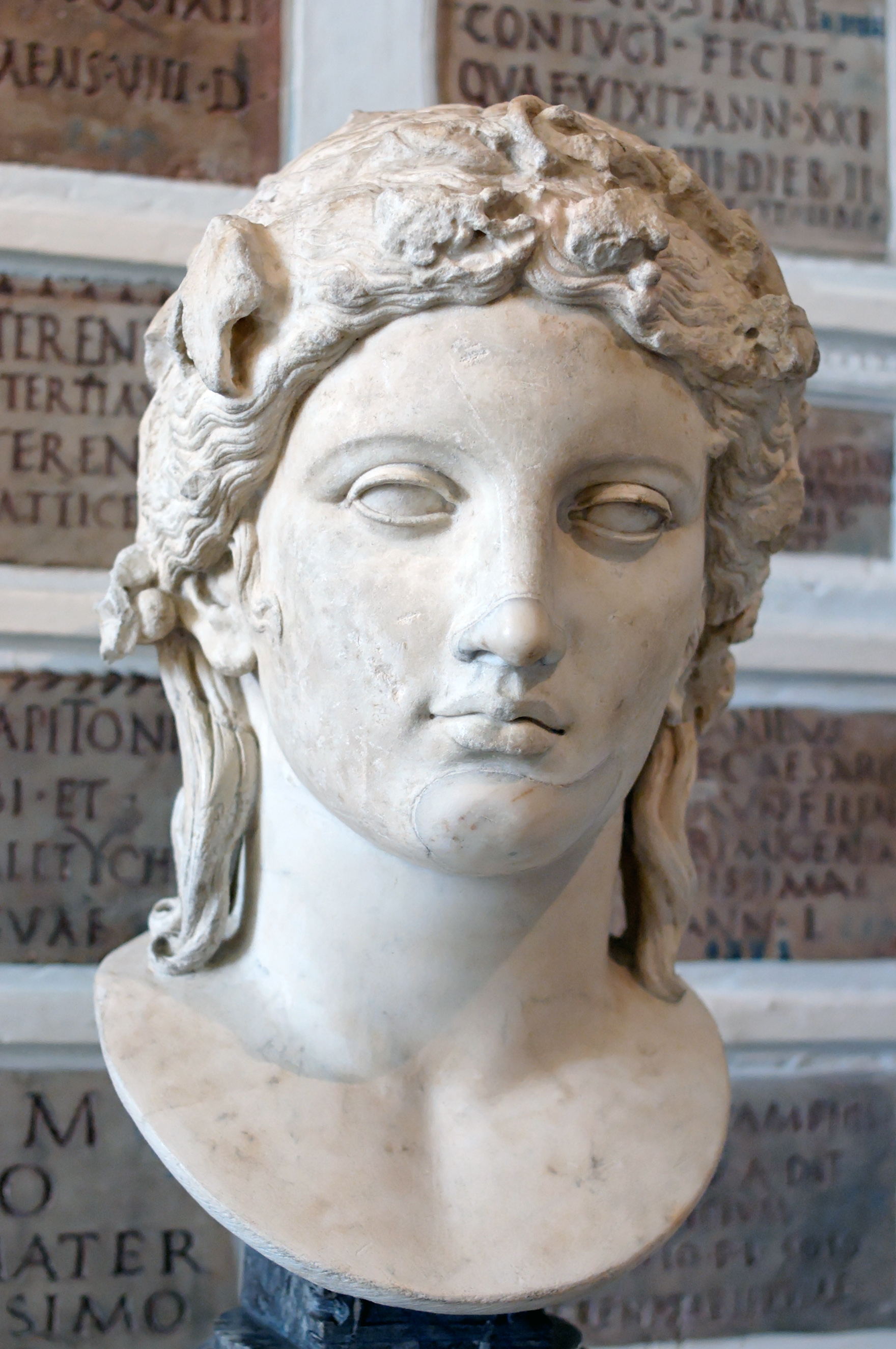
Busto de Apolo, Museo Capitolino de Roma.

Hubo un asentamiento de pueblos nativos de la costa noroccidental de Anatolia previo a la colonización eolia, al igual que en Mirina, Pitane y Elea.
Fue miembro de la Liga de Delos, a la que pagaba un phoros anual de 1000 dracmas. En 433/432 a. C., la suma ascendió a 2000. Jenofonte refiere que Grinio fue una de las polis que entregó el rey persa a Góngilo en dicho siglo, cuyo dominio pasó a sus descendientes a principios del siglo IV a. C.
En 334 a. C., Parmenión, uno de los generales de Alejandro Magno, invadió la región y capturó e incendió Grinio para prevenir la eventual resistencia de las poblaciones aledañas. Sometió a sus habitantes al andrapodismos.
Las excavaciones han puesto al descubierto una necrópolis con tumbas del siglo VII al siglo IV a. C.